# Боливијска уметност
Боливијска уметност се показује кроз различите медије, укључујући сликарство, скулптуру и грнчарију, као и многе друге. Разноликост земље и њених људи, као и шаренило свакодневног живота у Боливији чине сјајна уметничка дела, од којих нека нису добила пажњу коју заслужују. Један од главних разлога за то могао би бити недостатак боливијских музеја у прошлости. Међутим, у последње време у земљи се отварају многе нове уметничке галерије и музеји, дајући боливијским уметницима више могућности да покажу свој рад. Град Санта Круз је посебно познат по приказу боливијске уметничке културе, укључујући сликарство, архитектуру и занатске производе.
Боливија је дом јединственог стила уметности и архитектуре познатог као Местицо барок, настао када је традиционална верска уметност коју су донели Шпанци комбинована са стиловима аутохтоног боливијског народа. Колонијалним периодом доминирали су уметници као што је Мељор Перез де Холгин, док су боливијски уметници 20. века Гузман де Рохас, Артуро Борда, Марија Луиза Пачеко и Марина Нуњез дел Прадо.

## Камена уметност
Обим камене уметности у Боливији се полако развија; текуће истраживање Боливијског друштва за истраживање камене уметности (SIARB - Sociedad de Investigación del Arte Rupestre de Bolivia), основаног 1987. године, дало је анкете на преко хиљаду локација за стенску уметност. Боливијска камена уметност обухвата обиље петроглифа и уметничких слика на стенама у малим пећинама и стеновитим склоништима, на вертикалним литицама и на великим громадама. Камена уметност је концентрисана углавном у андском региону и источним низијама, док је у северним низијама (департмани Пандо и Бени) познато неколико локалитета који се састоје од гравура, углавном на стенама поред или у близини река.
Према прелиминарним истраживањима које је спровео SIARB, камена уметност обухвата најмање неколико миленијума. Најранија камена уметност, која изгледа да датира из палео-индијског периода, може се састојати од осликаних сцена лова са групама камилида у живом покрету [вероватно гванакоса] и малих људских фигура, сличних представама пронађеним у Перуу и Чилеу. На разним налазиштима се јављају отисци древних руку, али није познато да ли припадају истој старости као и пећине у Патагонији [7.000 година пре нове ере]. У многим деловима Боливије јављају се купуле или трагови чаша, од којих неки могу припадати најранијим каменим резбаријама.
Ова галерија у Јужноамеричком архиву рок уметности садржи неке од најбољих примера боливијске камене уметности и нека од најновијих открића.

## Традиционална уметност
Традиционална уметност створена данас у Боливији, позната као народна уметност, има јаке аутохтоне утицаје. Осим што је креативна активност, то је и средство помоћу којег боливијски народ може сачувати и забележити своју културу. Ликовне технике се преносе са генерације на генерацију, чиме се чувају вештине, занати и културне идеје. Неки људи производе уметничка дела за продају. Други производе уметничка дела за уживање.
Боливијска уметност се може видети кроз различите медије. То је видљиво у шареној и декоративној одећи и стиловима. Види се у архитектури. Резбарије и орнаменти показују уметност. Дрво и камен се користе такође за резбарије у Боливији. Очигледни медијуми слика и скулптура су такође веома чести. Грнчарија је још један уобичајени начин на који се уметност приказује. Неки познати боливијски уметници из 20. века су Гузман де Рохас, Артуро Борда, Марија Луиса Пачесо и Марина Нуњез дел Прадо.
Са све више галерија и музеја уметности који почињу да се отварају широм земље, све више људи широм света постаје свесно лепоте боливијске уметности. Поред малих студија, радионица и галерија којима управљају појединачни уметници, сада постоје веће институције посвећене приказивању најбољег боливијског уметничког дела.

## Списак музеја
- Музеј уметности Антонио Паредес Кандија
- Боливијски музеј ваздухопловства
- Национални музеј археологије
- Национална ковница Боливије